# قمعية
القِمَعية  أو القُمْعِيَّة أو القَمعية أو إصبع العذراء أو أصابع العذارى أو أصابع العذراء  أو زهر الكشاتبين أو قفاز الثعلب أو الدِّيجيتاليس أو الديجيتالز (بالإنجليزية: Digitalis)‏ جنس من النباتات من الفصيلة الحملية من رتبة الشفويات يشمل نحو 20 نوعاً. هي نباتات عشبية أو شجيرات معمرة أو ثنائية الحول أصلها في أوروبا الغربية والجنوبية الغربية وآسيا الوسطى والغربية والمغرب العربي.
الاسم اللاتيني مشتق من كلمة (باللاتينية: digitus) اللاتينية بمعنى إصبع من شكل أزهارها.
يستخدم مصطلح الديجيتال أيضاً للإشارة إلى مجموعة الأدوية المعروفة بالغليكوزيدات القلبية، وخاصة الديجوكسين، التي تُستخلص من مختلف أنواع هذا الجنس.
هو جنس من حوالي 20 نوعا من النباتات المعمرة العشبية والشجرية، ثنائية الحول (تحتاج عامين لاكمال دورة حياتها البيولوجية) ويطلق عليها القمعية (قفازات الثعلب). والقِمَعية أو قفاز الثعلب باللاتينية (Digitalis): جنس من النباتات من الفصيلة الحملية من رتبة الشفويات يشمل نحو 20 نوعاً. وهي نباتات عشبية أو شجيرات معمرة أو ثنائية الحول أصلها في أوروبا الغربية والجنوبية الغربية وآسيا الوسطى والغربية والمغرب العربي. وقد تم تصنيف هذا الجنس ضمن عائلة النباتات الزهرية بشكل تقليدي ثم تم تصنيفه حديثا تبعا لدراسات حول حياته وتطورها ضمن عائلة نباتات زهرية أكبر. هذا الجنس أصله من غرب وجنوب غرب أوروبا، غرب ووسط آسيا وأستراليا، وشمال غرب أفريقيا. الاسم العلمي يعني «شبيهة الإصبع» ويشير إلى التشابه الكبير بين زهرة الديجتال وأصابع الإنسان. وتنمو زهور هذه النبتة على ساق طويل، أنبوبي الشكل، ويختلف لونها باختلاف نوعها، من الأرجواني إلى اللون الوردي والأبيض والأصفر. أفضل أنواعها المعروفة هو الديجتال «قفاز الثعلب»، القمعية الأرجواني. وغالبا ما يزرع هذا النبات ذو الحولين كنبات للزينة بسبب زهوره الزاهية والتي تتراوح في ألوانها بين مختلف درجات اللون الأرجواني إلى درجات مختلفة من الرمادي الفاتح، والأبيض. هذه الزهور يمكن أن تحتوي على علامات وبقع مختلفة. في السنة الأولى من نمو القمعية الشائع «قفاز الثعلب» لا ينمو سوى جذعها وعليه أوراق طويلة. خلال السنة الثانية ينمو للنبات السليم جذع ورقي طويل يترواح طوله بين 50-255 سم من الجذور حتى القمة.
تستهلك يرقات العث «عث قفاز الثعلب» الزهور من قفاز الثعلب الشائع للغذاء.توجد أنواع أخرى من ال ليبيدوبتيرا «حرشفيات الجناح» تأكل الأوراق.

## أصل التسمية
يتكون مسمى النبات من كلمتي القفازات والثعالب، وقد تم توثيق الاسم في اللغة الإنجليزية القديمة بفقازات الثعالب  قبل أن يعرف النبات بديجيتال بالرغم من أن الأدوات التي استخدمت لذلك كانت تتميز بالشفافية إلا أن المعنى لم يكن كذلك إذ انه لم يكن واضحا لماذا سميت بذلك قام العالم هنري عام1847 بتسميتها ب قفازات الجنية ثم اقترح عام 1863 تسميها بتعبير يجمع بين موسيقى الجنيات والثعالب على كل حال لم يعتمد أي من الاقتراحين للتوثيق في اللغة الإنجليزية القديمة وبقي الاسم قفازات الثعلب قائما.

## الموطن
أنواع القمعية تزدهر في التربة الحمضية، في ضوء المناطق المشمسة جزئيا أو مناطق الظل، في مجموعة من المواطن، وتشمل الغابات المفتوحة، الغابات الشجرية، وأطراف المستنقعات الصحية، والمنحدرات البحر، والمنحدرات الجبلية الصخرية وعلى جوانب الضفاف. وتوجد عادة على المواقع الأرضية التي تتعرض لاضطرابات، مثل الغابات التي تم جرفها مؤخرا، أو تم حرق الغطاء النباتي فيها.
من أنواع القِمَعية الواطنة في الوطن العربي
- القِمَعية الأرجوانية (باللاتينية: Digitalis purpurea) في المغرب العربي وغرب أوروبا
- القمعية الصفراء (باللاتينية: Digitalis lutea) في المغرب العربي وغرب أوروبا
- القمعية الصفراء نويع الأرزية (باللاتينية: Digitalis lutea subsp. cedretorum) في المغرب العربي
- القمعية الصفراء نويع الأطلسية (باللاتينية: Digitalis lutea subsp. atlantica) في المغرب العربي
- القمعية الصفراء نويع الانتقالية (باللاتينية: Digitalis lutea subsp. transiens) في المغرب العربي
- القمعية الظلية (باللاتينية: Digitalis obscura) في المغرب العربي وإسبانيا
- القِمَعية العنابية (باللاتينية: Digitalis ferruginea) في بلاد الشام وتركيا والبلقان وبعض مناطق القوقاز

## من أنواع القِمَعيةالواطنةفيالوطن العربي
- القِمَعية الأرجوانية (باللاتينية: Digitalis purpurea) في المغرب العربي وغرب أوروبا
- القمعية الصفراء (باللاتينية: Digitalis lutea) في المغرب العربي وغرب أوروبا
- القمعية الصفراء نويع الأرزية (باللاتينية:  				Digitalis lutea subsp. cedretorum) في المغرب العربي
- القمعية الصفراء نويع الأطلسية (باللاتينية: Digitalis lutea subsp. atlantica) في المغرب العربي
- القمعية الصفراء نويع الانتقالية (باللاتينية:  				Digitalis lutea subsp. transiens) في المغرب العربي
- القمعية الظلية (باللاتينية: Digitalis obscura) في المغرب العربي وإسبانيا
- القِمَعية العنابية (باللاتينية: Digitalis ferruginea) في بلاد الشام وتركيا والبلقان وبعض مناطق القوقاز

## من أنواعها الأخرى
- القِمَعية الخضراء الأزهار (باللاتينية: Digitalis viridiflora)
- القِمَعية الصغيرة الأزهار (باللاتينية: Digitalis parviflora)
- القمعية الطروادية (باللاتينية: Digitalis trojana)
- القِمَعية الغامضة (باللاتينية: Digitalis dubia)
- القِمَعية الكبيرة الأزهار (باللاتينية: Digitalis grandiflora)
- القِمَعية المهدبة (باللاتينية: Digitalis ciliata)
- قمعية صولجانية (باللاتينية: Digitalis sceptrum)
- قمعية درياسية (باللاتينية: Digitalis thapsi)

## الاستعمالات الطبية

### القلب
يطلق على مجموعة من الأدوية المستخرجة من نباتات الديجيتال: ديجيتالين، وكان أول وصف لاستعمال خلاصة الديجيتال الأرجوانية التي تحتوي على جليكوسيدات قلبية لعلاج أمراض القلب في الأدبيات الطبية الناطقة باللغة الإنجليزية من قبل ويليام ذبول، في 1785</ref>، والتي تعتبر بداية العلاجات الحديثة. وهو يستخدم لزيادة انقباض القلب (مقوي انقباض عضلة القلب) وكمنظم لمعدل نبضات القلب، وخاصة في حالة عدم انتظام (وغالبا التسارع) الرجفان الأذيني. وبالتالي غالبا ما توصف الديجيتال لمرضى الرجفان الأذيني، وخاصة إذا كان قد تم تشخيصهم بفشل القلب الاحتقاني. وتمت الموافقة على الديجوكسين لفشل القلب في عام 1998 وفقا للنظام الحالي لمنظمة الغذاء والدواء وفقا لدراسة عشوائية وتجارب سريرية. وتمت الموافقة عليه أيضا للتحكم في معدل استجابة البطين للمرضى الذين يعانون من الرجفان الأذيني. الكلية الأمريكية للقلب / جمعية القلب الأميركية للمبادئ الارشادية توصي باستعمال الديجوكسين لأعراض فشل القلب المزمن للمرضى الذين يعانون من انخفاض في ضغط الدم الانقباضي (القراءة العالية من ضغط الدم)، والحفاظ على وظيفة الضغط الانقباضي، و / أو السيطرة على معدل الرجفان الأذيني المصحوب باستجابة البطين السريعة. كما قدمت جمعية فشل القلب للمبادئ الارشادية الأمريكية لفشل القلب توصيات مماثلة. على الرغم من الموافقة الحديثة نسبيا من منظمة الغذاء والدواء وتوصيات المبادئ الارشادية على الاستخدام العلاجي للديجوكسين، أخذ استخدامه في الانخفاض في المرضى الذين يعانون من فشل القلب ويرجح ذلك نتيجة عدة عوامل. مخاوف تتعلق بالسلامة بشأن وجود صلة بين العلاج بالديجوكسين وزيادة معدل الوفيات لدى النساء قد أدى إلى انخفاض استخدامه من قبل مرضى القلب.

### الأشكال المختلفة
يتم استخراج مجموعة من المركبات الصيدلانية الفعالة غالبا من الأوراق في السنة الثانية من نموها، وبعد استخراج الخلاصة النقية يشار إليها بأسماء المواد الكيميائية الشائعة، مثل ديجوكسين أو الديجيتوكسين، أو أسماء تجارية على التوالي.Crystodigin و Lanoxin العقارين يختلفان بأن الديجوكسين لديه مجموعة هيدروكسيل إضافية على الكربونة رقم 3 من الحلقة ب (المجاورة لحلقة البنتان). يتشمل كلا الجزيئين على لاكتون وسكر ثلاثي التكرار المسمى غليكوزيدات.

### آلية العمل
الديجيتال يعمل عن طريق تثبيط مضخة الصوديوم والبوتاسيوم (مضخة موجودة بغشاء الخلية تعمل على ضخ ايونات الصوديوم للخارج وتدخل مقابلها ايونات البوتاسيوم لتحافظ على فرق جهد الخلية). وهذا يؤدي إلى زيادة تركيز أيونات الصوديوم داخل الخلايا وبالتالي انخفاض فرق الجهد عبر غشاء الخلية. هذه الزيادة في الصوديوم داخل الخلايا تؤدي إلى انعكاس آلية عمل مضخة أخرى للصوديوم والكالسيوم، والتي تعمل على ضخ الصوديوم إلى داخل الخلية في مقابل ضخ الكالسيوم خارج الخلية، فتعكسه إلى ضخ الصوديوم خارج الخلية في مقابل ضخ الكالسيوم إلى داخل الخلية. وهذا يؤدي إلى زيادة في تركيز الكالسيوم بالسيتوبلازم، مما يحسن من انقباض القلب. في ظل الظروف الفسيولوجية الطبيعية، فان الكالسيوم الموجود بالسيتوبلازم والمستخدم في انقباضات القلب ينبع من الشبكة الهيولية العضلية، وهي عضيات متخصصة داخل الخلايا في تخزين الكالسيوم. الأطفال حديثي الولادة، وبعض الحيوانات، والمرضى المصابون بفشل القلب المزمن يعانون من عدم اكتمال الشبكة الهيولية العضلية وعدم قيامها بوظيفتها على نحو تام، وبالتالي يتم الاعتماد على مضخة الصوديوم والكالسيوم لتوفير كل أو معظم الكالسيوم اللازم لانقباض القلب. ولكي يتحقق هذا، يجب أن يتجاوز تركيز الصوديوم في السيتوبلازم تركيزه الطبيعي ليحبذ انعكاس عمل المضخة، وهذا يحدث بصورة طبيعية في الأطفال حديثي الولادة وبعض الحيوانات من خلال ارتفاع معدل ضربات القلب.أما في المرضى الذين يعانون من قصور القلب المزمن فيحدث ذلك من خلال اعطاء الديجيتال. نتيجة لزيادة انقباض القلب، يتم زيادة حجم النفضة (هو حجم الدم الذي يتم ضخه من البطين الأيسر للقلب في كل نبضة). في نهاية المطاف، الديجيتال يزيد الناتج القلب (النتاج القلبي = حجم النفضة * معدل ضربات القلب). هذه هي الآلية التي تجعل هذا الدواء مشهور لعلاج فشل القلب الاحتقاني، والذي يتميز بانخفاض النتاج القلبي. ولل الديجيتال أيضا تأثير مبهم على الجهاز العصبي اللاودي (وهو الجزء من الجهاز العصبي المسؤول عن أجهزة الهضم والإخراج والتناسل ويعمل في حالة الراحة)، وعلى هذا النحو يتم استخدامها في إعادة تنظيم ضربات القلب وبطء المعدل البطيني خلال الرجفان الأذيني. الاعتماد على التأثير المبهم للديجيتال يعني أنها ليست فعالة عندما يكون الجهاز العصبي الودي هو المتحكم بالجسم، كما هو الحال مع الأشخاص المصابين بأمراض حادة، وأيضا أثناء ممارسة الرياضة.

## السمية

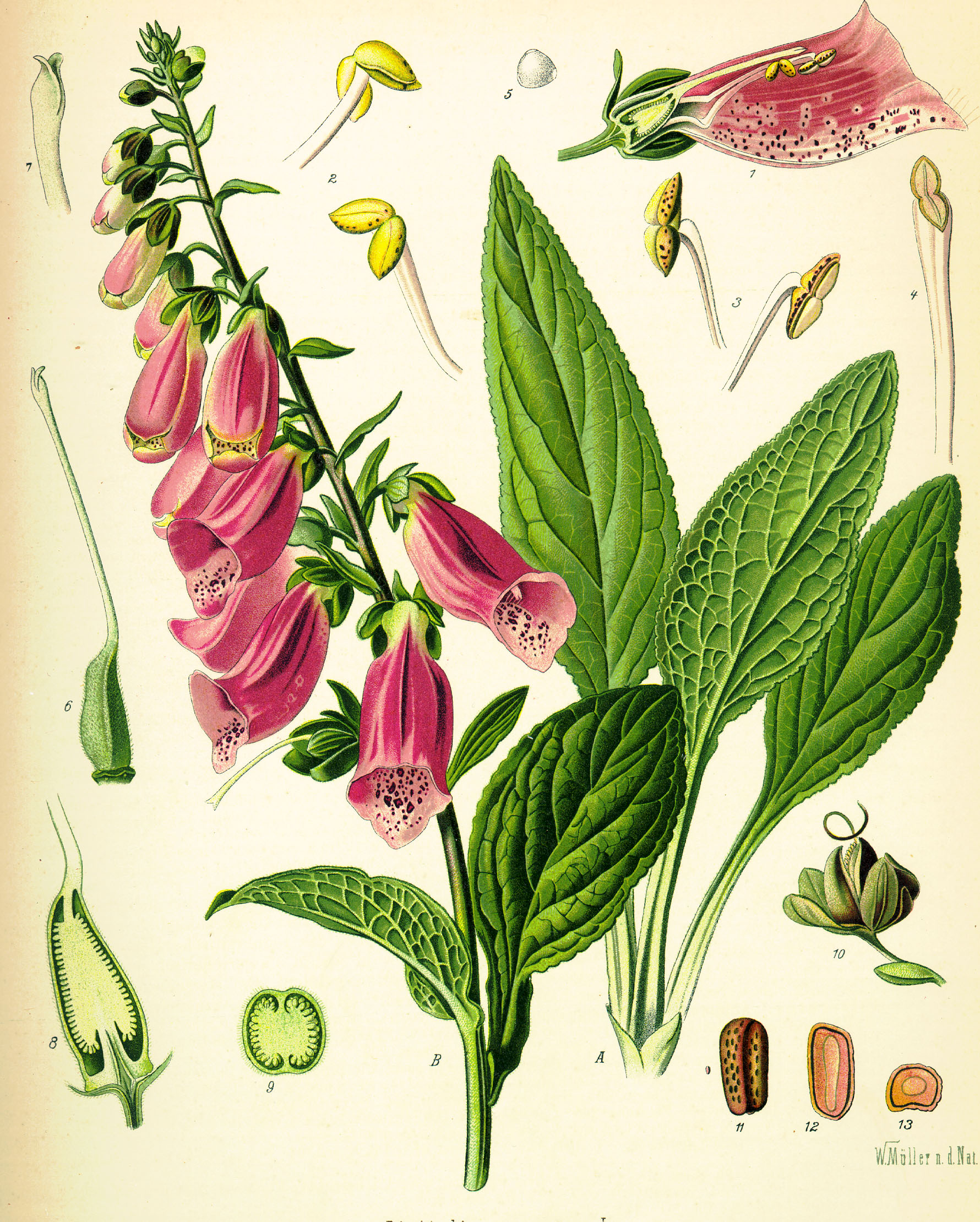
Digitalis purpurea drawings by Franz Köhler

سمية الديجيتال (التسمم بالديجيتال) ينتج من جرعة زائدة من الديجيتال ويسبب الغثيان والقيء والإسهال، وكذلك في بعض الأحيان قد يؤدي إلى اصفرار الرؤية (اليرقان أو الصفراء) وظهور الخطوط العريضة واضحة (هالات)، سيلان اللعاب، اضطراب معدل ضربات القلب، عدم انتظام ضربات القلب، والضعف، والانهيار، اتساع حدقة العين، ورعشات، ونوبات، وقد يؤدي إلى الموت وقد يسبب تباطؤ القلب أيضا. لأن الأثر الجانبي الأكثر شيوعا للديجيتال هو الحد من الشهية، فقد استخدم بعض الأفراد الدواء كوسيلة مساعدة لانقاص الوزن. الديجيتال هو مثال على الدواء المشتق من النبات والذي كان يستخدم سابقا من قبل الفولكلور والمعالجين بالأعشاب. وقد تراجع استخدام الديجيتال من قبل المعالجين بالأعشاب إلى حد كبير بسبب منسبه العلاجي (وهو الفرق بين الجرعة العلاجية والجرعة السمية) الضيق وصعوبة تحديد الكمية اللازمة للعلاج في المستحضرات العشبية. وعندما عرفت فائدة الديجيتال في تنظيم النبض البشري، أصبح يستخدم لمجموعة متنوعة من الأغراض، بما في ذلك علاج الصرع وغيرها من النوبات، والتي تعتبر الآن استعمالات غير ملائمة لهذه الأغراض. تتعدد أنواع المركبات في نبات الديجيتال، فتحتوي على عدة جليكوسيدات قلبية وستيرويدية قاتلة. وهكذا، قد حصل الديجيتال على ألقاب الأكثر شرا، مثل: أجراس القتيل وقفازات الساحرة. النبتة بأكملها سامة (بما في ذلك الجذور والبذور). لكن حدوث الوفاة هو أمر نادر، ولكن توجد بعض الحالات. تحدث معظم حالات التسمم في الأطفال الذين تقل أعمارهم عن ست سنوات، وعادة ما تكون غير مقصودة ولا تكون خطيرة جدا. وتحدث السمية الأكثر خطورة مع الأخذ المتعمد من قبل المراهقين والبالغين. الأعراض المبكرة للتسمم تشمل الغثيان، والتقيؤ، والإسهال، وآلام في البطن، والهلوسة البرية، والهذيان، وصداع شديد. اعتمادا على شدة التسمم، قد يعاني الضحية من عدم انتظام وبطء في النبض، والرعشات، ومختلف الاضطرابات المخية، لا سيما ذات الطابع البصري (رؤية ألوان غير عادية (رؤية صفراء) حيث تبدو الأجسام التي تظهر صفراء إلى خضراء، وهالات زرقاء حول الأضواء، والتشنجات، والاضطرابات القاتلة للقلب  التجفيف لا يقلل من سمية للنبات. النبات سامة للحيوانات أيضا، بما في ذلك جميع أنواع المواشي والدواجن، وكذلك القطط والكلاب . تسمم بالديجيتال يمكن أن يسبب انسداد بالقلب أو عدم انتظام دقات القلب إما تباطؤ القلب (انخفاض معدل ضربات القلب) أو تسارع القلب (زيادة معدل ضربات القلب)، اعتمادا على الجرعة وحالة قلب المريض. والجدير بالذكر، أن جهاز تقويم نظم القلب الكهربائي (ل«صدمة» القلب) لا يوصى باستخدامه في حالات الرجفان البطيني الناتج من سمية الديجيتال، لأنه يمكن أن يزيد من عدم انتظام نبضات القلب. كما أن الدواء التقليدي الأول لعلاج الرجفان البطيني في حالات الطوارئ ، هو الأميودارون، يمكن أن يفاقم عدم انتظام نبض القلب الذي يسببه الديجيتال، لذلك، يتم استخدام الدواء الثاني وهو ليدوكين .

## أنواعها

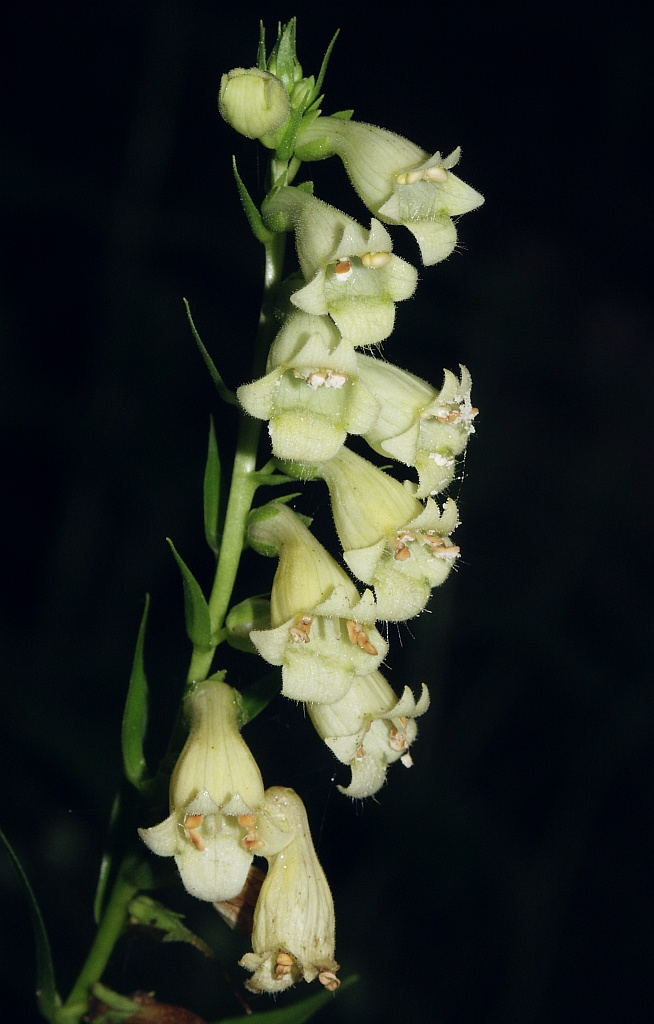
قمعية صفراء

«القمعية» Foxglove لها حوالي عشرين نوعا تختلف في أشكالها ولكن أهم هذه الأنواع ثلاثة وهي المستخدمة دوائياً:
1. القمعية الأرجوانية والمعروفة علميا باسم Digitalis Purpurea

وهو نبات ثنائي الحول وكثير الأوراق له ساق قزمية تخرج منه أوراق كبيرة بيضاوية الشكل مخملية يصل طول الورقة الواحدة إلى 50 سم وعرضها إلى حوالي 25 سم. ولها حافة مسننة وقمتها مستديرة وسطحها العلوي أخضر إلى داكن والسطح السفلي رمادي ومغطاة بشعر قصير كثيف. والأوراق في السنة الأولى من عمر النبات تعرف بالأوراق الجذرية، وفي السنة الثانية يظهر من وسط الأوراق الجذرية الكثة ساق يحمل أوراقا أصغر من الأوراق الجذرية رمحية الشكل وتعرف بالأوراق الساقية، ويحمل الساق في نهايته أزهارا على هيئة عنقود ذات لون بنفسجي جميل، ولها شكل الناقوس، تتحول هذه الأزهار بعد التلقيح إلى ثمار على هيئة كبسولات تحمل عددا كبيراً من البذور رمادية إلى قاتمة اللون.
1. القمعية الصوفية والمعروف علميا باسمه Digitals Lanata

وهو نبات ثنائي الحول أيضاً، ولكنه أطول من النوع الأول إذ يصل ارتفاعه إلى 80سم وبالأخص عندما يكون مزهراً، والأوراق الجذرية لهذا النبات يصل طولها إلى 20 سم وعرضها إلى 4 سم أي أنها أصغر بكثير من النوع الأول، والأوراق جلدية الملمس مغطاة بشعيرات رفيعة جداً وطويلة عند القاعدة ذات لون أخضر غامق، والأزهار صغيرة بنفسجية توجد على هيئة عنقود، والثمار كبسولة صغيرة بداخلها عدد كبير من البذور ذات لون مصفر.
1. القمعية المعمرة والمعروف علمياً باسم Digitalis ambigua

وهو نبات عشبي معمر يصل ارتفاعه عند الإزهرار إلى 100سم، والأوراق سهمية الشكل إلى بيضاوية يصل طول الورقة إلى 15 سم وعرضها إلى 4سم، حافتها مسننه وهي جالسة ليس لها أعناق، سطحها العلوي مغطى بأوبار قليلة ذات لون أخذر مصفر. الأزهار صغيرة تختلف تماماً عن النوعين السابقين ذات لون أصفر مرقطة باللون البني، وهي على هيئة عنقود في قمة الساق. ثمار النبات عبارة عن كبسولات صغيرة الحجم تحتوي على بذور كثيرة ذات لون رمادي.
والأنواع الثلاثة تنتمي إلى الفصيلة المعروفة باسم حنك السبع Scrophularaceae : الجزء المستعمل من نباتات القمعية: هي الأوراق والبذور الناضجة. الموطن الأصلي وسط أوروبا أو آسيا الصغرى، ثم انتشر إلى أمريكا الشمالية وإنجلترا وأصبحت زراعته شائعه منذ القرن السابع عشر الميلادي، وأهم البلدان المنتجة لأوراق القمعية هي ألمانيا ويوغسلافيا وفرنسا وإيطاليا وهولندا وتركيا وجنوب أفريقيا والمكسيك والولايات المتحدة الأمريكية.

## أنواعها الأخرى
- القِمَعية الخضراء الأزهار (باللاتينية Digitalis viridiflora)
- القِمَعية الصغيرة الأزهار (باللاتينية Digitalis parviflora)
- القمعية الطروادية (باللاتينية Digitalis trojana)
- القِمَعية الغامضة (باللاتينية Digitalis dubia)
- القِمَعية الكبيرة الأزهار (باللاتينية Digitalis grandiflora)
- القِمَعية المهدبة (باللاتينية Digitalis ciliata)

## المحتويات الكيمائية
تحتوي أوراق القمعية على عدد من المركبات وهي فلافونيدات جلوكوزيرية وأهم مركبات هذه المجموعة فلافوتن وجلوكوزيدات الفلافون. كما تحتوي الأوراق على جلوكوزيدات إنثراكينونية وأهم مركباتها ميثايل انثراكنيون ومشتقات الأليزارين. كما تحتوي على صابونينز. كما تحتوي على الجلوكوزيدات القلبية وأهمها ديجوكسين وديجوتوكسين واللاناتوسيدات.

## الديجيتال والطب القديم
لم تكن الديجيتال معروفة في البلاد العربية وكانت مشهورة في أوروبا، وقد اشتهرت في التاريخ الطبي بأنها من اكتشاف وليام ويذرنج وهو طبيب ريفي إنجليزي من القرن الثامن عشر الميلادي حيث دفعه فضوله إلى وصفة لعشاب محلي إلى استكشاف إمكانية استخدام النبتة طبيباً، وقد قاد عمله إلى اكتشاف أو إنتاج دواء منقذ لأرواح المرضى المصابين بالاعتلالات القلبية. حيث استخدم أوراق وبذور النبات الناضجة لعلاج عضلات القلب غير القادرة على ضخ الدم بطريقة سوية.

## الديجتالس والطب الحديث
اكتشف الباحثون أن لأوراق وبذور القمعية تأثيراً مقوياً لعضلات القلب، ونحن نعرف أن مرض القلب يزداد سوءاً عندما تنخفض قدرة عضلات القلب على الضخ السوي، وتعمل جلوكوزيدات القمعية على تقوية العضلات مما تمكن القلب من الخفقان بقوة أكبر دون أن يتطلب مزيداً من الأكسجين ، وفي الوقت نفسه تنبه إنتاج البول مما يخفض حجم الدم ومن ثم تقلل حمل القلب.
وتوجد مستحضرات صيدلانية من مركبات القمعية المعروفة باسمي الديجوكسين والديجوتوكسين، ويجب عدم استعمال هذه المستحضرات إلا تحت استشارة الطبيب؛ لأن لها تأثيرات سمية ويجب معرفة اسمائها لأنها قد تباع إلى مرضى القلب أو غيرهم ويستخدمونها دون استشارة طبية، وفي هذا خطورة على صحتهم، حيث إن نباتات القمعية تعد من النباتات السامة واستعمالها الطبي مقيد تحت إشراف طبي.

## وصلات خارجية
- Flora Europaea: Digitalis species list
- Molecule of the Month - Digitalis
- eMedicine link
- Grecian Foxglove USDA Noxious Weed List.
- Purple Foxglove USDA Noxious Weed List